# Gmina związkowa Kirner Land
Gmina związkowa Kirner Land (niem. Verbandsgemeinde Kirner Land) – gmina związkowa w Niemczech, w kraju związkowym Nadrenia-Palatynat, w powiecie Bad Kreuznach. Siedziba gminy związkowej znajduje się w mieście Kirn. Powstała 1 stycznia 2020 z połączenia miasta Kirn z gminą związkową Kirn-Land.

## Podział administracyjny
Gmina związkowa zrzesza 21 gmin, w tym jedną gminę miejską (Stadt) oraz 20 gmin wiejskich (Gemeinde):
1. Bärenbach
2. Becherbach bei Kirn
3. Brauweiler
4. Bruschied
5. Hahnenbach
6. Heimweiler
7. Heinzenberg
8. Hennweiler
9. Hochstetten-Dhaun
10. Horbach
11. Kellenbach
12. Kirn, miasto
13. Königsau
14. Limbach
15. Meckenbach
16. Oberhausen bei Kirn
17. Otzweiler
18. Schneppenbach
19. Schwarzerden
20. Simmertal
21. Weitersborn